# France aux Jeux paralympiques d'été de 2012
La France participe aux Jeux paralympiques d'été de 2012 à Londres. Elle est représentée par 154 athlètes, qui prennent part à seize catégories sportives : athlétisme, aviron, basket-ball, cyclisme, équitation, escrime, football à 5, haltérophilie, judo, natation, rugby, tennis, tennis de table, tir, tir à l'arc et voile.

## Bilan général

### Par sport
| Place | Sport              |   |    |    | Total |
| 1     | Athlétisme         | 4 | 4  | 5  | 13    |
| 2     | Natation           | 2 | 3  | 3  | 8     |
| 3     | Tir                | 1 | 1  | 0  | 2     |
| 4     | Haltérophilie      | 1 | 0  | 0  | 1     |
| 5     | Tennis de table    | 0 | 3  | 5  | 8     |
| 6     | Escrime            | 0 | 3  | 2  | 5     |
| 7     | Tennis en fauteuil | 0 | 2  | 1  | 3     |
| 8     | Aviron             | 0 | 2  | 0  | 2     |
| 9     | Football à 5       | 0 | 1  | 0  | 1     |
| 10    | Cyclisme           | 0 | 0  | 2  | 2     |
| Total | Total              | 8 | 19 | 18 | 45    |

### Multi médaillés
| Athlète             |   |   |   | Total |
| Assia El Hannouni   | 2 | 0 | 0 | 2     |
| Élodie Lorandi      | 1 | 1 | 2 | 4     |
| Marie-Amélie Le Fur | 1 | 1 | 1 | 3     |
| David Smétanine     | 0 | 2 | 1 | 3     |
| Arnaud Assoumani    | 0 | 2 | 0 | 2     |
| Alim Latrèche       | 0 | 1 | 2 | 3     |
| Stéphane Houdet     | 0 | 1 | 1 | 2     |
| Fabien Lamirault    | 0 | 1 | 1 | 2     |
| Laurent Thirionet   | 0 | 0 | 2 | 2     |

## Médaillés

### Médailles d'or
| Sport              | Discipline                 | Athlète(s)                                 | Performance   | Date               |
| Médailles d'or : 8 |                            |                                            |               |                    |
| Athlétisme         | 100 m femmes T37           | Mandy François-Elie                        | 14 s 08       | 2 septembre 2012   |
| Athlétisme         | 100 m femmes T44           | Marie-Amélie Le Fur                        | 13 s 26       | 2 septembre 2012   |
| Athlétisme         | 400 m femmes T12           | Assia El Hannouni                          | 55 s 39       | 4 septembre 2012   |
| Athlétisme         | 200 m femmes T12           | Assia El Hannouni Gautier Simounet (guide) | 24 s 46 (RM)  | 6 septembre 2012   |
| Haltérophilie      | Moins de 67,5 kg femmes    | Souhad Ghazouani                           | 146 kg (RP)   | 3 septembre 2012   |
| Natation           | 100 m papillon S8          | Charles Rozoy                              | 1 min 1 s 24  | 30 août 2012       |
| Natation           | 400 m nage libre S10       | Élodie Lorandi                             | 4 min 34 s 55 | 5 septembre 2012   |
| Tir                | Carabine à 10 m couché SH1 | Cédric Fèvre-Chevalier                     | 706.7 (RMF)   | 1er septembre 2012 |

### Médailles d'argent
| Sport                   | Discipline                           | Athlète(s) | Performance                   | Date               |
| Médailles d'argent : 19 |                                      | |                               |                    |
| Athlétisme              | Triple saut hommes F46               | Arnaud Assoumani | 14,28 m                       | 1er septembre 2012 |
| Athlétisme              | Lancer du javelot hommes F44         | Tony Falelavaki | 58,21 m                       | 2 septembre 2012   |
| Athlétisme              | Saut en longueur hommes F46          | Arnaud Assoumani | 7,13 m                        | 3 septembre 2012   |
| Athlétisme              | 200 m femmes T44                     | Marie-Amélie Le Fur | 26 s 76 (RM)                  | 6 septembre 2012   |
| Aviron                  | Skiff femmes AS                      | Nathalie Benoit | 5 min 43 s 56                 | 2 septembre 2012   |
| Aviron                  | Deux de couple mixte TA              | Perle Bouge Stéphane Tardieu | 4 min 3 s 06                  | 2 septembre 2012   |
| Escrime                 | Épée individuelle hommes Catégorie A | Romain Noble | 9-15                          | 5 septembre 2012   |
| Escrime                 | Sabre individuel hommes Catégorie B  | Marc-André Cratère | 8-15                          | 6 septembre 2012   |
| Escrime                 | Open par équipes hommes              | Ludovic Lemoine Alim Latrèche Damien Tokatlian | 32-45                         | 8 septembre 2012   |
| Football à 5            | Tournoi masculin                     | Hakim Arezki Arnaud Ayax Martin Baron David Labarre Abderrahim Maya Gaël Rivière Frédéric Villeroux Yvan Wouandji Kepmegni Jonathan Grangier Frédéric Jannas | 0-2                           | 8 septembre 2012   |
| Natation                | 50 m nage libre hommes S4            | David Smétanine | 38 s 75                       | 31 août 2012       |
| Natation                | 100 m nage libre femmes S10          | Élodie Lorandi | 1 min 1 s 09 (REu)            | 6 septembre 2012   |
| Natation                | 200 m nage libre hommes S4           | David Smétanine | 3 min 1 s 38                  | 8 septembre 2012   |
| Tennis en fauteuil      | Double hommes                        | Frédéric Cattaneo Nicolas Peifer | 1-6 / 2-6                     | 8 septembre 2012   |
| Tennis en fauteuil      | Simple hommes                        | Stéphane Houdet | 4-6 / 2-6                     | 8 septembre 2012   |
| Tennis de table         | Simple dames C8                      | Thu Kamkasomphou | 1-3 (2-11, 4-11, 14-12, 5-11) | 2 septembre 2012   |
| Tennis de table         | Simple hommes C1                     | Jean-François Ducay | 1-3 (4-11, 6-11, 11-3, 6-11)  | 3 septembre 2012   |
| Tennis de table         | Par équipes hommes C1-2              | Vincent Boury Stéphane Molliens Fabien Lamirault | 0-3 (2-3, 2-3, 1-3)           | 7 septembre 2012   |
| Tir                     | Carabine à 10 m couché mixte         | Raphaël Voltz | 705.9 (barrage 10.5)          | 1er septembre 2012 |

### Médailles de bronze
| Sport                    | Discipline                            | Athlète(s)                                                    | Performance                         | Date               |
| Médailles de bronze : 18 |                                       |                                                               |                                     |                    |
| Athlétisme               | 5 000 m hommes T54                    | Julien Casoli                                                 | 11 min 8 s 07                       | 2 septembre 2012   |
| Athlétisme               | Saut en longueur femmes F42/44        | Marie-Amélie Le Fur                                           | 5,14 m                              | 2 septembre 2012   |
| Athlétisme               | Lancer du poids hommes F34            | Thierry Cibone                                                | 12,96 m                             | 4 septembre 2012   |
| Athlétisme               | 100 m femmes T13                      | Nantenin Keita                                                | 12 s 47                             | 6 septembre 2012   |
| Athlétisme               | 400 m hommes T11                      | Trésor Gauthier Makunda Antoine Laneyrie (guide)              | 52 s 45 (RM)                        | 7 septembre 2012   |
| Cyclisme                 | Poursuite individuelle C2             | Laurent Thirionet                                             | 3 min 53 s 547                      | 31 août 2012       |
| Cyclisme                 | Course en ligne hommes H3             | Laurent Thirionet                                             | 1 h 53 min 37 s                     | 7 septembre 2012   |
| Escrime                  | Fleuret individuel hommes Catégorie B | Alim Latrèche                                                 | 15-11                               | 4 septembre 2012   |
| Escrime                  | Epée individuelle hommes Catégorie B  | Alim Latrèche                                                 | 15-11                               | 5 septembre 2012   |
| Natation                 | 50 m nage libre femmes S10            | Élodie Lorandi                                                | 28 s 67                             | 31 août 2012       |
| Natation                 | 100 m papillon femmes S10             | Élodie Lorandi                                                | 1 min 9 s 08                        | 1er septembre 2012 |
| Natation                 | 100 m papillon hommes S4              | David Smétanine                                               | 1 min 25 s 76                       | 5 septembre 2012   |
| Tennis en fauteuil       | Double hommes                         | Stéphane Houdet Michaël Jeremiasz                             | 6-0 / 6-0                           | 8 septembre 2012   |
| Tennis de table          | Simple dames C1-2                     | Isabelle Lafaye Marziou                                       | 3-2 (8-11, 11-5, 11-3, 6-11, 13-11) | 2 septembre 2012   |
| Tennis de table          | Simple hommes C2                      | Fabien Lamirault                                              | 3-2 (11-6, 7-11, 15-17, 11-9, 11-5) | 3 septembre 2012   |
| Tennis de table          | Simple hommes C11                     | Pascal Pereira-Leal                                           | 3-0 (15-13, 11-4, 11-6)             | 3 septembre 2012   |
| Tennis de table          | Par équipes hommes C3                 | Yann Guilhem Florian Merrien Jean-Philippe Robin              | 3-1 (2-3, 3-2, 3-0, 3-1)            | 7 septembre 2012   |
| Tennis de table          | Par équipes hommes C4-5               | Emeric Martin Grégory Rosec Nicolas Savant-Aira Maxime Thomas | 3-0 (3-0, 3-2, 3-0)                 | 8 septembre 2012   |

### Femmes
- Assia Hannouni
- Mandy François-Elie
- Nantenin Keita
- Marie-Amélie Le Fur
- Orianne Lopez
- Evelyne Tuitavake
- Rose Welepa

### Hommes
- Alain Akakpo
- Jean-Baptiste Alaize
- Arnaud Assoumani
- Julien Casoli
- Thierry Cibone
- Hyacinthe Deleplace
- Pierre Fairbank
- Tony Falelavaki
- Alain Fuss
- Clavel Kayitare
- Denis Lemeunier
- Trésor Gauthier Makunda
- Djamel Mastouri
- Sébastien Mobre
- Daniel Royer
- Damien Rumeau
- Soselito Sekeme
- Jean-Pierre Talatini

### Guides
- Arthémon Hatungimana
- Antoine Laneyrie
- Gautier Simounet
- Edgar Onezou

## Aviron

### Femmes
- Nathalie Benoit
- Perle Bouge
- Stéphanie Merle
- Corinne Simon

### Hommes
- Antoine Jesel
- Remy Taranto
- Stéphane Tardieu

## Basket-ball en fauteuil roulant
La France est qualifiée avec l'équipe féminine en obtenant la quatrième place au Championnat d'Europe de basket-ball en fauteuil roulant de 2011.
- Chrystel Alquier
- Blandine Belz
- Sylvie Dorget
- Florence Guedoun-Doumesche
- Agnieszka Glemp-Etavard
- Valérie Ita
- Kathy Laurent
- Maité Mathias
- Émilie Ménard
- Dorothée Meriau
- Angélique Pichon
- Fabienne Saint-Omer-Delepine

## Cyclisme

### Femmes
- Martine Chaudier
- Murielle Lambert

### Hommes
- Quentin Aubague
- Rodolphe Cécillon
- Damien Debeaupuits
- Olivier Donval
- David Franek
- Jacky Galletaud
- Joël Jeannot
- Cédric Ramassamy
- Laurent Thirionet

## Équitation

### Femmes
- Nathalie Bizet sur le cheval Rubica III
- Valérie Salles sur le cheval Menzana d'Hulm

### Hommes
- José Letartre sur le cheval Warina ENE HN
- Vladimir Vinchon sur le cheval Flipper d'Or ENE HN

## Escrime en fauteuil

### Femmes
- Delphine Bernard
- Cécile Demaude
- Sabrina Poignet

### Hommes
- Robert Citerne
- Marc-André Cratère
- Moez El Assine
- Laurent François
- Alim Latrèche
- Ludovic Lemoine
- Romain Noble
- Damien Tokatlian

## Football à 5
L'Équipe de France de football à 5 masculine s'est qualifiée.

### Joueurs
- Hakim Arezki
- Arnaud Ayax
- Martin Baron
- David Labarre
- Abderrahim Maya
- Gaël Rivière
- Frédéric Villeroux
- Yvan Wouandji Kepmegni

### Gardiens voyants
- Jonathan Grangier
- Frédéric Jannas

## Haltérophilie

### Femmes
- Souhad Ghazouani

### Hommes
- Patrick Ardon

## Judo

### Femmes
- Sandrine Martinet-Aurières
- Marion Coadou
- Solène Laclau
- Céline Manzuoli

### Hommes
- Olivier Gugnon de Sevricourt
- Julien Taurines
- Kevin Villemont

## Natation

### Hommes
- Charles Rozoy
- David Smétanine

### Femmes
- Élodie Lorandi

## Tennis en fauteuil roulant

### Femmes
- Christine Schoenn-Anchling

### Hommes
- Frédéric Cattaneo
- Stéphane Houdet
- Michael Jeremiasz
- Nicolas Peifer

## Tennis de table

### Femmes
- Anne Barnéoud
- Fanny Bertrand
- Marie Christine Bourbon
- Florence Gossiaux
- Thu Kamkasomphou
- Isabelle Lafaye Marziou
- Audrey Le Morvan
- Claire Trotez

### Hommes
- Frédéric Bellais
- Vincent Boury
- Thomas Bouvais
- Cédrik Cabestany
- Kévin Dourbecker
- Jean-François Ducay
- Thomas Fernandez
- Bastien Grundeler
- Jérôme Guézénec
- Yann Guilhem
- Fabien Lamirault
- Emeric Martin
- Florian Merrien
- Stéphane Messi
- Stéphane Molliens
- Pascal Pereira-Leal
- Jean-Philippe Robin
- Grégory Rosec
- Nicolas Savant-Aira
- Maxime Thomas

## Tir

### Femmes
- Delphine Fischer

### Hommes
- Cédric Fèvre-Chevalier
- Tanguy de La Forest
- Cédric Rio
- Raphaël Voltz

## Tir à l'arc

### Femmes
- Brigitte Duboc

### Hommes
- Maurice Champey
- Franck Haudoin
- Alexandre Lasvenes
- Joël Perrot

## Voile

### Hommes
- Damien Seguin
- Éric Flageul
- Bruno Jourdren
- Nicolas Viment-Vicary